# A Lonely Place to Die
A Lonely Place to Die is een Britse thrillerfilm uit 2011 van regisseur Julian Gilbey.

## Verhaal
Als vijf bergbeklimmers een tocht maken door de Schotse Hooglanden vinden ze op een afgelegen plek een jong Servisch meisje in een graf met een beluchtingspijp. Ze redden het meisje maar krijgen haar ontvoerders achter zich aan.

## Rolverdeling
- Melissa George als Alison
- Ed Speleers als Ed
- Eamonn Walker als Andy
- Sean Harris als Mr Kidd
- Alec Newman als Rob
- Karel Roden als Darko
- Kate Magowan als Jenny
- Garry Sweeney als Alex
- Stephen McCole als Mr. Mcrae
- Paul Anderson als Chris
- Holly Boyd als Anna
- Douglas Russell als jager
- Gillian MacGregor als politieagente
- Mathew Zajac als Mr. Rakovic
- Eric Barlow als Sergeant Gray
- Alan Steele als jager